# António, Infante de Portugal (1539–1540)
D. António de Portugal (Lisboa, 9 de março de 1539 - Lisboa, 20 de janeiro de 1540), foi um Infante de Portugal, nono e último filho do rei João III de Portugal e de Catarina de Áustria.

## Biografia
Nasceu no Paço da Ribeira, em Lisboa, a 9 de março de 1539. Foi baptizado pelo seu tio o Cardeal Afonso de Portugal no Hospital Real de Todos os Santos, que para esse fim foi adornado de ricas tapeçarias, tendo por compadres os infantes Luís e Henrique e por comadre a infanta Maria, todos seus tios. Levou-o à pia baptismal o infante Duarte, também seu tio. Foram encarregues das insígnias Teodósio I, 5.º duque de Bragança, que levava o saleiro, João de Lencastre, 1.º duque de Aveiro que levava o círio pascal e Pedro de Meneses, 3.º marquês de Vila Real que levava a oferta.
Seguiram-se vários festejos, incluindo touradas no Rossio à hora de nascimento do infante às custas do seu tio Duarte, dilatando-se estas festividades até tão tarde que chegou a incomodar à rainha Catarina, que, por se aproximar a Semana Santa, considerou ser tempo indecente para coisas daquela qualidade.
O contento que tinha tido o rei pelo nascimento deste filho foi rapidamente anulado devido à subsequente morte do filho, o príncipe Filipe, falecido a 29 de abril seguinte e da irmã, a imperatriz Isabel de Portugal, falecida a 1 de maio, factos que mergulharam a Corte e o Reino em profundo luto e consternação.
Faleceu no mesmo paço onde nasceu, a 20 de janeiro de 1540, com apenas 10 meses de vida, vítima de epilepsia. Finalizadas as cerimónias fúnebres, foi o seu corpo acompanhado ao anoitecer do mesmo dia pelo deão da Capela Real, arcebispo do Funchal, bispos do Algarve e de Lamego, marquês de Vila Real, condes de Linhares, Portalegre, Castanheira e Redondo e demais fidalgos da Corte ao Mosteiro dos Jerónimos, onde foi sepultado. Jaz no mesmo túmulo onde repousa o seu irmão Dinis, podendo ler-se o seguinte epitáfio em latim: «Immatura Antonius, & Dionysius Infans, Morte sub hoc pressi marmore membra tenent. At velut Empyreum florum exornantia dono, Gratus uterque suo vivit odoré Deo», que se poderá traduzir em português para «A morte prematura dos infantes António e Dinis seguram os membros deste mármore. Mas como um empíreo com lindas flores, cada um deles vive do odor da própria gratidão a Deus.»